# Giants Stadium
El Giants Stadium era un estadi de futbol americà ubicat en el suburbi d'East Rutherford de Nova Jersey, Estats Units, dins l'àrea metropolitana de Nova York. Va ser la seu dels New York Giants i dels New York Jets de l'NFL fins al 2010. Fins aquest any també va ser la seu dels New York Red Bulls de la Major League Soccer.
Es trobava dins del Meadowlands Sports Complex administrat per la New Jersey Sports & Exposition Authority (NJSEA).

## Història
Fou una de les subseus de la Copa Mundial de Futbol de 1994 (amb quatre partits de la primera fase) i de la Copa Mundial Femenina de Futbol de 1999 celebrades als Estats Units. Aquest estadi també va ser la seu del mític New York Cosmos de la NASL de futbol (1977−1984), dels New Jersey Generals de la USFL (1983−1985), dels New York/New Jersey Knights de la WLAF (1991−1992) i dels New York/New Jersey Hitmen de la XFL (2001).
L'últim partit de l'estadi es va jugar el 3 de gener de 2010 i es va enderrocar el 4 de febrer del mateix any.
El partit inaugural va ser el 10 d'octubre de 1976 i van jugar els New York Giants contra els Dallas Cowboys, i van guanyar els de Dallas per 24-14.